# Cala Moreia
Cala Moreia (‚Muränenbucht‘) ist eine Meeresbucht im Osten der spanischen Baleareninsel Mallorca. Sie befindet sich an der Küste des Ortes S’Illot, der zwischen den Gemeinden Manacor und Sant Llorenç des Cardassar geteilt ist.

## Lage und Beschreibung

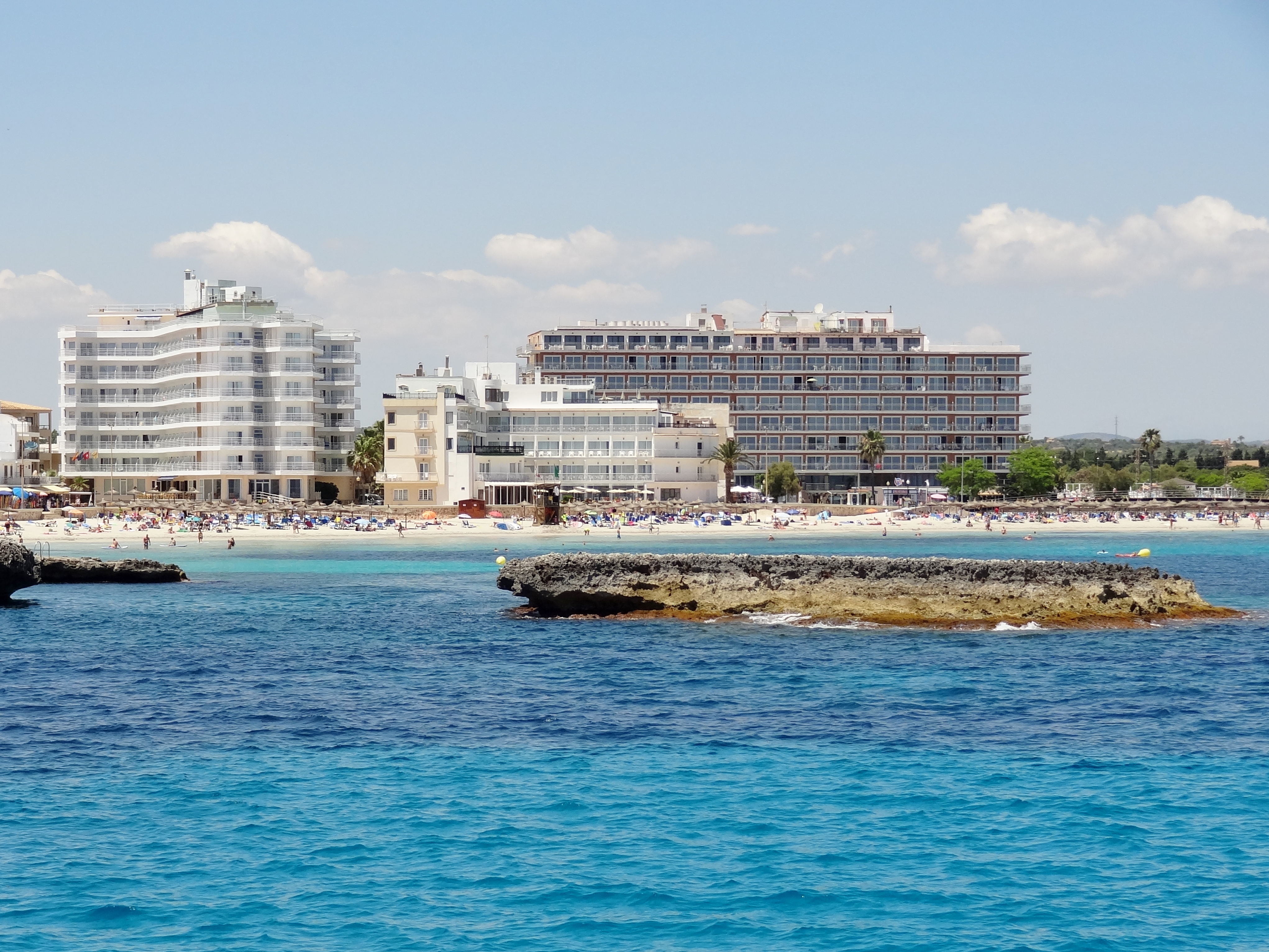
S’Illot (‚die Insel‘) vor dem Strand

Die Cala Moreia liegt etwa 800 Meter südwestlich der Halbinsel Punta de n’Amer. Die Bucht wird von den Kaps sa Punteta im Norden und Punta Moreia mit seiner vorgelagerten kleinen Insel s’Illot im Süden eingefasst. Die Entfernung zwischen beiden Punkten beträgt rund 580 Meter. Die kleine Felseninsel, der der Ort S’Illot seinen Namen verdankt, liegt nur 24 Meter vor der Küste.

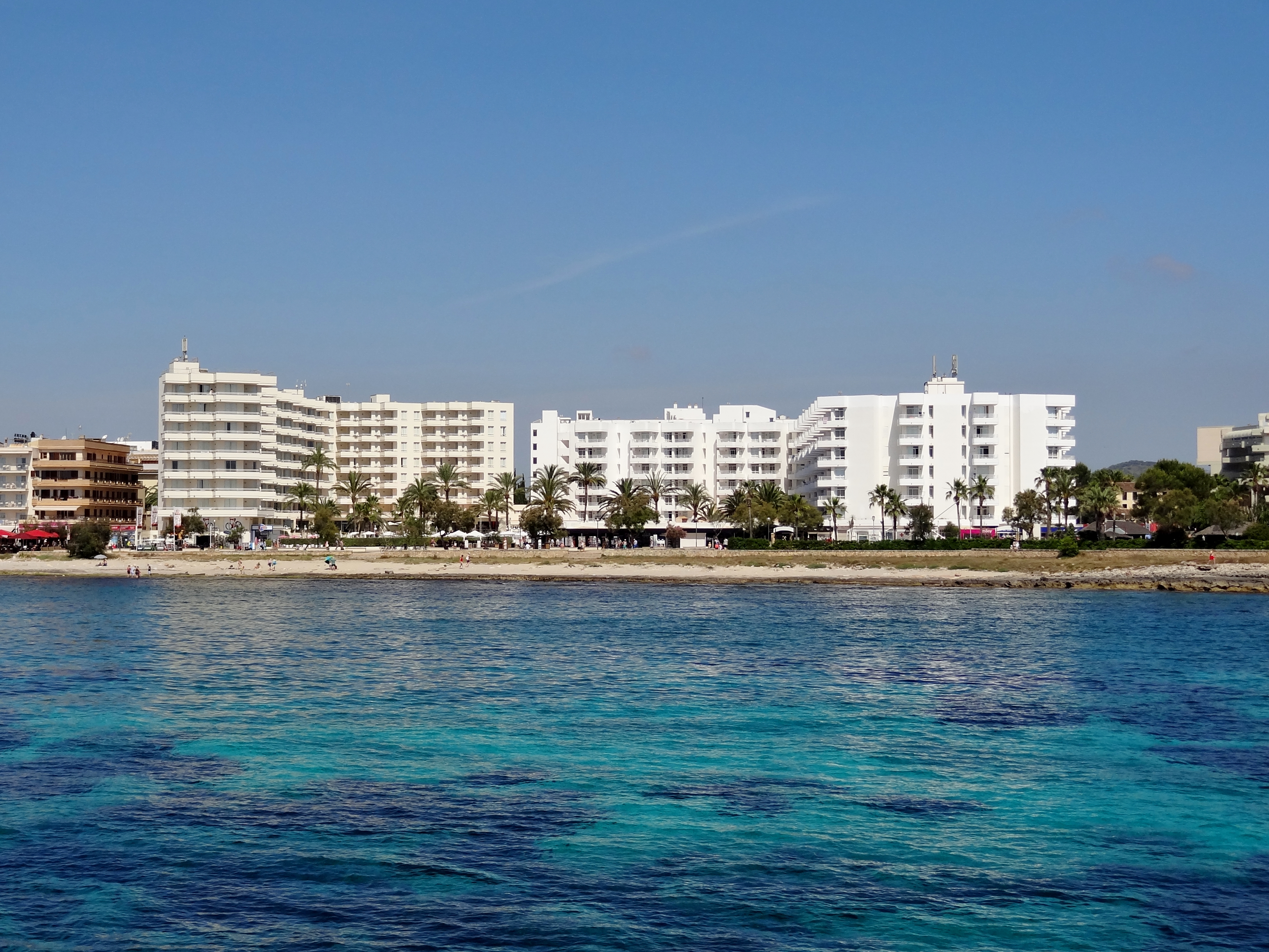
Strand von sa Punteta

An der Cala Moreia befinden sich zwei Strände. Im Nordwesten der Bucht liegt die mäßig besuchte Platja de sa Punteta (‚Strand von Sa Punteta‘). Der teils felsige, grobsandige Strand ist 100 Meter lang und 10 Meter breit. Abgesehen vom Hinterland ist er naturbelassen. Der Strand gehört zur Gemeinde Sant Llorenç des Cardassar.
Der Hauptstrand im Süden der Bucht ist die 350 Meter lange und 35 Meter breite Platja de s’Illot (‚Strand von S’Illot‘). Der zur Gemeinde Manacor gehörende Strand besteht aus feinem Sand, der in der Saison täglich gereinigt wird. Wie die benachbarte Platja de sa Coma fällt er flach ins Meer ab. An weiten Teilen des Strandes stehen Sonnenschirme und es werden Liegen vermietet. Am Nordende des Strandes mündet der Sturzbach Torrent de Ca n’Amer. Er bildet die Grenze zur Gemeinde Sant Llorenç des Cardassar.
Die Küste der Cala Moreia ist Teil des vom Tourismus geprägten Ortes S’Illot. Hinter der Platja de s’Illot und der Promenade Richtung Norden stehen mehrgeschossige Gebäude, meist Hotels. Eine Fußgängerbrücke führt die Promenade Camí de la Mar über den Torrent de Ca n’Amer in den südlichen, zu Manacor gehörenden Ortsteil. Unter und westlich der Brücke dehnt sich ein etwa 300 Meter langer Brackwasserteich aus. Jeweils etwa 100 Meter westlich der Küste bzw. nordöstlich des Sturzbaches wurde die talaiotische Siedlung von S’Illot entdeckt und ausgegraben. Sie ist Zeugnis der prähistorischen Besiedlung Mallorcas, einer Megalithkultur, die als Talaiot-Kultur bekannt ist.

## Zugang
Von einem Kreisverkehr an der Straße MA-4023 zwischen Cala Millor und Porto Cristo führt die MA-4021 von Son Carrió kommend direkt in den nördlichen, zu Sant Llorenç des Cardassar gehörenden Ortsteil von S’Illot. Sie geht dort in die Carrer Rosa dels Vents über, die an der Südwestseite der talaiotischen Siedlung von S’Illot zum Meer führt.